# مصطفی زازای
مصطفی زازای (زادهٔ ۹ مهٔ ۱۹۹۳) بازیکن فوتبال اهل افغانستان است.
از باشگاه‌هایی که در آن بازی کرده‌است می‌توان به باشگاه فوتبال سن پائولی اشاره کرد.
وی همچنین در تیم‌های ملی فوتبال افغانستان بازی کرده‌است.